# Fundación Greta Thunberg
La Fundación Greta Thunberg fue fundada en 2019 y apoya proyectos y grupos que trabajan por un mundo justo y sostenible mediante la donación de fondos de premios y regalías vinculados al activismo de Greta Thunberg.